# L'Homme invisible (film, 1984)
Pour les articles homonymes, voir L'Homme invisible.
Pour plus de détails, voir Fiche technique et Distribution.
L'Homme invisible (en russe : Человек-невидимка) est un film soviétique de 1984, librement adapté du roman éponyme d'H. G. Wells par Aleksandre Zakharov (ru) aux studios Mosfilm.

## Synopsis
Dr Griffin sans autre motivation qu'une simple curiosité entreprend les recherches sur le concept d’invisibilité. Devenu invisible il se retrouve à la suite d'un malheureux concours de circonstances soupçonné de meurtre et traqué, obligé d'abandonner les cahiers contenant les notes de ses expériences qui lui permettraient de réaliser le processus inverse. Son ancien camarade d'études Dr Kemp lui promet de les retrouver, mais en réalité compte s'en servir lui-même en quête de pouvoir absolu.

## Fiche technique
- Titre original : Chelovek-nevidimka
- Titre français : L'Homme invisible
- Réalisation : Aleksandre Zakharov (ru)
- Scénario : Aleksandre Zakharov (ru) d'après H. G. Wells
- Photographie : Valeri Chouvalov (ru)
- Directeur artistique : Dmitri Bogorodski, Vladimir Fabrikov
- Textes des chansons : Leonid Derbenev (ru)
- Compositeur : Edouard Artemiev
- Musique : Orchestre symphonique d'État de l'URSS pour l'art cinématographique
- Chef d'orchestre : Youri Serebriakov (ru)
- Son : Evgueni Pozdniakov
- Société de production : Mosfilm
- Pays d'origine : URSS
- Format : Couleurs - Mono
- Genre : science-fiction
- Durée : 89 minutes
- Langue : russe
- Date de sortie : 1984

## Distribution
- Andreï Kharitonov : Dr. Griffin / L'Homme invisible
- Romualdas Ramanauskas (lt) : Dr. Arthur Kemp
- Leonid Kouravliov : Thomas Marvel
- Natalia Danilova (ru) : Jane Bett
- Oleg Goloubitski : le préfet de police de Port Burdock
- Nina Agapova : Mme Jenny Hall, propriétaire de l'hôtel Coach and Horses
- Viktor Sergatchiov (ru) : M. Herbert Hall, mari de Jenny Hall
- Youri Katine-Iartsev : propriétaire du cabinet de curiosités
- Emmanuel Gueller (ru) : propriétaire du logement de Griffin
- Viktor Choulguine (ru) : Jaffers, l'agent de police
- Guerman Katchine (ru) : Hicks, l'inspecteur de police
- Aleksandre Piatkov (ru) : Sam, l'aubergiste
- Oleg Fiodorov (ru) : l'américain
- Maria Vinogradova : voisine de Griffin
- Antanina Mackevičiūtė (lt) : cliente du salon de mariage
- Nikolaï Gorlov (ru) : cocher
- Natalia Gourzo (ru) : Milly, camérière d'hôtel
- Viktor Markine (ru) : client d'hôtel
- Vladimir Pitsek (ru) : horloger
- Georgios Sovchis (ru) : client d'hôtel
- Viktor Ouralski (ru) : facteur
- Viktor Filippov (ru) : client d'hôtel
- Elena Khanga : Sally, camérière de Dr. Kemp
- Klavdia Khabarova (ru) : Bett